# Orestes Acquarone
Orestes Acquarone Salaberry (27 de abril de 1875-Montevideo, 9 de noviembre de 1952) fue un litógrafo, dibujante, pintor, caricaturista, acuarelista, escultor y poeta uruguayo.

## Biografía
Comenzó sus estudios como aprendiz de grabador en 1897 en la litografía "Sud Americana", donde recibió de Diógenes Hequet sus primeras lecciones de dibujo. Asistió a las clases nocturnas del profesor Goffredo Sommavilla en las escuelas italianas por 3 años. En 1898 se encargó de la parte artística del periódico político, satírico y literario "El Negro Timoteo" cuyo director era Washington Bermúdez. En 1899 fue dibujante de la revista bonaerense Don Quijote bajo la dirección de Eduardo Sojo. Al año siguiente dibujó para la revista montevideana "Rojo y Blanco".
En 1903 ingresó al Círculo Fomento de Bellas Artes en carácter de miembro fundador y como discípulo del pintor Carlos María Herrera. Allí se hizo cargo en forma honoraria del aula de dibujo decorativo. Entre 1909 y 1914 fue director de la revista nacional "La Semana". Poco después viajó a Buenos Aires donde se radicó por un período de 7 años y donde colaboró con importantes publicaciones. En 1921 se trasladó a Río de Janeiro donde también fue colaborador de diarios y revistas de relevancia. Con sus obras de pintura y escultura concurrió a sus salones nacionales de arte. Entre 1928 y 1930 vivió en Nueva York donde colboró junto al artista húngaro Willy Pogany en la creación de diversas pinturas murales. En la casa Tiffany creó diversas obras escultóricas de arte funerario, así como medallas con los rostros de personalidades estadounidenses como Henry Ford y Thomas A. Edison.
Después de su muerte se editó un libro titulado Homenaje a Orestes Acquarone que incluyó un texto de Walter Ernesto Laroche de 1951, poesías y otros textos de Acquarone y los avisos fúnebres que distintos periódicos imprimieron luego de su fallecimiento.